# فهد بن خالد السدیری
شاهزاده فهد بن خالد بن احمد السدیری (متوفی ۲۱ اوت ۲۰۱۹) یک سیاستمدار و دیپلمات سعودی است. وی در حال حاضر امیر منطقه نجران در پادشاهی عربستان سعودی است. او سفیر سابق عربستان در کشور کویت است.
شاهزاده فهد السدیری دارای مدرک لیسانس در اقتصاد سیاسی از دانشگاه کالیفرنیا، برکلی است.